# Gerard Mosterd
Gerard Mosterd (Amersfoort, 21 april 1964) is een Nederlands choreograaf, danser, regisseur, impresario en curator van Nederlands-Indische komaf. 
Gerard Mosterd studeerde academische, moderne en volksdans  en muziek aan het Koninklijk Conservatorium en aan de Rijksscholengemeenschap van het Koninklijk Conservatorium in Den Haag. Na afronding van zijn studie danste hij aansluitend als beroepsdanser bij het Koninklijk Ballet van Vlaanderen, Hwa Kang Dance Company Taipei, London Festival Ballet, English National Ballet, Concordanse in Parijs, het Stadttheater Basel en het Ulmer Stadttheater.
In 1996 startte Gerard Mosterd met het maken van onafhankelijke, alternatieve dansvoorstellingen in Melkweg in Amsterdam. Vanaf 2002 reisden zijn producties jaarlijks langs theaters en festivals in Zuidoost-Azië en in het bijzonder in Indonesië. Tot nu toe realiseerde hij meer dan veertig dansvoorstellingen waarvan er verschillende uitgebreid door Azië en Nederland toerden. Regelmatig werkt hij samen met invloedrijke, Indonesische podiumkunstenaars, waaronder Boy G. Sakti, Martinus Miroto, Eko Supriyanto, Sri Qadariatin, Rudy Wowor en Didik Nini Thowok.
In 1999 creëerde Mosterd een eclectische, moderne dansvoorstelling, Ketuk Tilu op Jaipongan-muziek uit West-Java, een choreografie over verboden erotische expressie. Er volgen in de loop der jaren verschillende versies van deze voorstelling, inclusief een met tekst van schrijver Alfred Birney.
In 2000, rondom het Nederlandse staatsbezoek van keizer Akihito van Japan en de demonstrerende Indië-veteranen vertoonde hij de solovoorstelling Angin, onder andere in de Haagse Pasar Malam, gedanst door de Japanse danser Shintaro Oue.
In 2002 arriveerde hij in de Indonesische podiumkunstenwereld, op aanmoediging van de Indonesische dans autoriteit Farida Oetoyo met de voorstelling Lichtende Schemering (Luminescent Twilight). Dit was een voorstelling over het falen van een Europees-Aziatisch huwelijk. Na een tournee langs Nederlandse theaters werd deze gespeeld in theaters op Java en Bali.  
Unfolding (2004) was een korte, fysieke voorstelling met elektronica en film. Deze solo-performance speelde op verschillende internationale locaties. 
In 2007 pionierde hij met een samenwerkingsproject, Paradise... a Woman? rondom de matrilineaire Minangkabau uit de hooglanden van Padang in West Sumatra. Dit project, uitgevoerd door de Silat krijgers van Gumarang Sakti speelde langs zo’n 60 theaters in Zuid Oost Azië en Europa vergezeld van lezingen en workshops over het verdwijnende matriarchaat. 
Na dit project volgde in 2009 een Nederlandse tournee van Ibu Bhumi, een educatief samenwerkingsproject met Benny Krisnawardi. 
In 2011 toerde Mosterd langs Indonesische theaters met een Javaanse versie van Stravinsky's L'Histoire du Soldat, (onder de subtitel Mau Ketemu Iblis?) uitgevoerd door de Dutch Chamber Music Company en prominente Javaanse performers. Dezelfde productie opende in juni 2012 het 11e Indonesian Dance Festival in Jakarta vergezeld van een serie lezingen, workshops en filmvertoningen. 
Dan Ada Sebuah Kotak (2012) was een groepsvoorstelling voor Sumber Cipta in Jakarta, het balletgezelschap van Farida Oetoyo in opdracht van het Erasmushuis Jakarta. Het was zijn eerste samenwerking met journalist/dichter en mensenrechtenactivist Goenawan Mohamad.
In 2010 startte Mosterd het agentschap Kantorpos. dat de uitwisseling van artiesten faciliteert tussen Azië, West- en Oost Europa. Het eerste project was een Russisch balletgala in Manila met sterren van het Mariinsky en het Bolsjojballet. Vanaf 2016 produceert hij als Kantorpos-Music Theatre Stage Management naast tournees met Aziatische voorstellingen zoals van Miroto, Sutra Dance Theatre en Wangnin Bunmei eveneens grootschalige opera- en balletproducties. 
Mosterd is sinds 2013 verbonden als "resident principal", gastchoreograaf en docent aan Eksotika Karmawhibhangga Indonesia/EKI Dance Company in Jakarta. 
Kamu/jij (2014) was een op Louis Couperus’ koloniale, erotische thriller De stille kracht geïnspireerde, moderne danstheatervoorstelling die in een serie theaters door Nederland, Maleisië en Indonesië heeft gespeeld. 
Gerard Mosterd danste en acteerde als antagonist in de Indonesische all star film Guru Bangsa: Tjokroaminoto (2015) van filmregisseur Garin Nugroho.
In 2017 maakte hij met het New European Ensemble en Wieteke van Dort de voorstelling Een Javaanse L'Histoire du Soldat voor Nederlandse podia. De tekst hiervoor werd geschreven door dichter, journalist en mensenrechtenactivist Goenawan Mohamad.